# Fulcanelli
Fulcanelli (fl. 1920) é o pseudônimo de um alquimista francês contemporâneo, autor de O Mistério das Catedrais (em 1926) e de As Mansões Filosofais (em 1930), duas famosas obras de alquimia. O seu discípulo Eugène Canseliet, um pouco antes de falecer, revelou detalhes que podem ser usados para a sua identificação, mas os quais não estão comprovados por falta de provas.

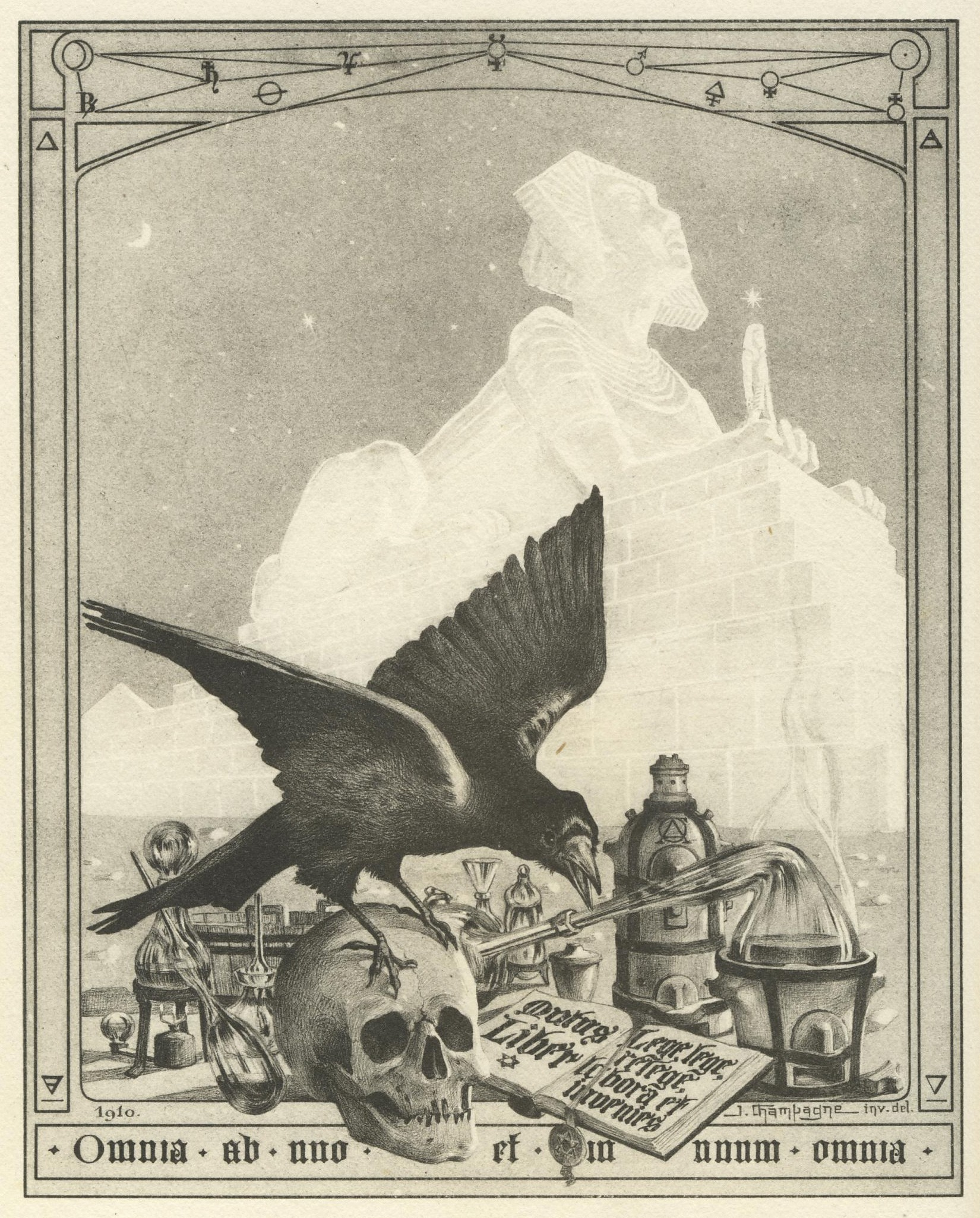
Frontispício de O Mistério das Catedrais de Fulcanelli (1926), ilustração de Jean-Julien Champagne que incluiu diversos símbolos da alquimia.

## Vida
Pensa-se que tenha sido educado nos conhecimentos alquímicos, em arquitectura, arte, ciência e que falava várias línguas. Fulcanelli escreveu dois livros que foram publicados após o seu desaparecimento em 1926, tendo deixado o seu magnum opus, O Mistério das Catedrais e As moradas dos Filósofos, com o seu único aluno, Eugène Canseliet. Sua primeira edição consistia em 300 cópias e foi publicada por Jean Schemit em 52 Rue Laffitte, Paris. 
Especula-se que ele era um famoso ocultista francês da época, talvez um membro da antiga família real (os Valois), ou apenas um membro dos Frères d'Heliopolis (Irmãos de Heliópolis, uma sociedade centrada em torno da Hermética que incluia Eugène Canseliet, Jean-Julien Champagne e Jules Boucher). Patrick Rivière, um aluno de Canseliet, acreditava que a verdadeira identidade de Fulcanelli era Jules Violle, um famoso físico francês.
Num livro de 1996, amostras de textos escritos por Jean-Julien Hubert Champagne (nascido em 23 de janeiro de 1877) e Fulcanelli são comparados e mostram similaridades consideráveis entre si. Em todo caso, em 1916 Fulcanelli havia aceitado Canseliet, com apenas dezesseis anos, como seu primeiro aluno. Em 1921, ele aceitou os filhos de Ferdinand de Lesseps como estudantes e em 1922 mais dois estudantes: Jules Boucher e Gaston Sauvage. Em 1925, Fulcanelli mudou-se para a rue Rochechouart, onde supostamente conseguiu transmutar metais comuns em ouro.
Em 1960, com a publicação do best-seller internacional "The Morning of the Magicians", Pauwels e Bergier popularizaram o mistério deste Mestre Alquimista.

### Eugène Canseliet
Segundo Canseliet, Fulcanelli foi um antigo aluno da Escola Politécnica de Paris, nascido em 1839 e de nacionalidade francesa. Durante a guerra Franco-Prussiana (1870-1871) defendeu Paris sob as ordens do arquiteto Eugène Viollet-le-Duc, tenente-coronel na Legião dos engenheiros auxiliares da Guarda Nacional parisiense, formada pelos engenheiros politécnicos de Pontes e Calçadas, o que significa que Fulcanelli só podia ser um destes engenheiros.
Das pesquisas efectuadas aos engenheiros, demonstrou-se, efectivamente, que Paul Decœur(1839-1923) foi o único engenheiro de Pontes e Calçadas nascido em 1839 que esteve presente na defesa de Paris durante o cerco. Além disso, vários outros pormenores evidenciam este homem como sendo o verdadeiro Fulcanelli. Aliás, na entrevista que concedeu ao jornalista Bernard Lesueur, do Le Figaro, entre 12 e 13 de Junho de 1965, Canseliet afirma que Fulcanelli desapareceu pouco antes da publicação do seu primeiro livro, para passar a viver na clandestinidade em 1923, o ano da sua morte oficial e que só lhe voltou a aparecer em 1952, na cidade espanhola de Sevilha.
Em setembro de 1922, após uma tentativa de produzir a Pedra Filosofal, operou com o seu discípulo, na presença do pintor Julien Champagne (1877-1932) e do químico Gaston Jean-Baptiste Sauvage (1897-1968), uma suposta transmutação de cem gramas de chumbo em ouro no laboratório da fábrica de gás de Sarcelles.

### O Mestre de Fulcanelli
Sem negligenciar a crença de alguns investigadores de que o próprio Canseliet seria Fulcanelli, o próprio Canseliet acreditava que o mestre de Fulcanelli tinha sido Basil Valentine, um alquimista do século 15. Fulcanelli descreve numa carta sobre a conclusão da Grande Obra, o talismã que ele manteve - que provinha talvez de Basil Valentine.
Outros pensam que o iniciador de Fulcanelli pode ter sido a sua própria esposa, onde na mesma carta ele menciona também a sua própria mulher: "... Quando minha esposa me contou as boas novas" e " ... minha esposa, com a inexplicável intuição dos sensitivos, teve um sonho realmente estranho.", e ao mencionar nestes termos a sua esposa, prova como ela era importante para a Magnum Opus.

### Para concluir
Segundo Louis Pauwels, Fulcanelli sobreviveu à Segunda Guerra Mundial e desapareceu completamente após a a. Toda tentativa de o encontrar falhou. Em Agosto de 1945 o G-2 Inteligência do Exército Americano pediu a Jacques Bergier que contactasse um certo Major do exército encarregado da operação de procura de relatórios alemães sobre as energias atómica e nuclear. O Major, cuja identidade está sob anonimato, ou simplesmente esquecida, procurava já na altura o paradeiro de Fulcanelli. Bergier não sabia dizer e o Major do exército parecia insatisfeito por ninguém conseguir encontrar o Alquimista.

## Últimos encontros
Segundo Canseliet o seu último encontro com Fulcanelli aconteceu em 1953 (anos após seu desaparecimento), quando foi para Sevilha, em Espanha e foi levado a um castelo no alto das montanhas para um encontro com seu ex-mestre. Canseliet conheceu Fulcanelli como um homem idoso de 80 anos, mas agora o Mestre tornara-se mais jovem e tinha mudado fisicamente na aparência: ele era agora um andrógino, um ser que Fulcanelli chamou de "The Divine Androgyne". A reunião terá sido breve e Fulcanelli mais uma vez desapareceu sem deixar vestígios.

## Obras
Os livros de Fulcanelli estão escritos de maneira enigmática e erudita, repletos de trocadilhos em latim e grego, simbolismo alquímico e duplos sentidos, os quais servem para manter os leitores casuais ignorantes.
O Mistério das Catedrais - Publicado em Paris em 1926.
As Moradas dos filósofos - Publicado em Paris em 1929.

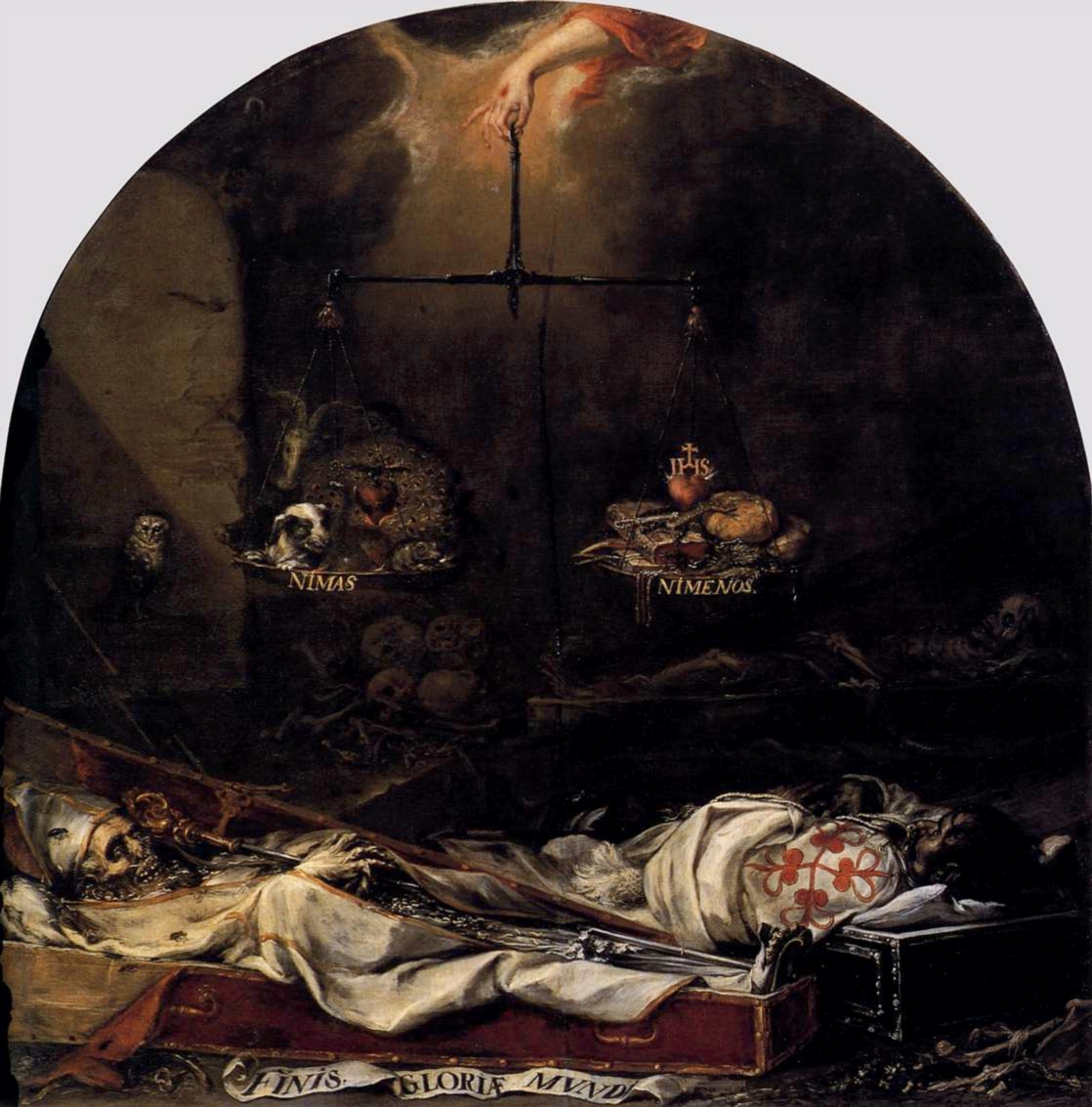
Finis Gloriae Mundi

Finis Gloriae Mundi (Fim da Glória do Mundo) - Segundo algumas fontes desconhecidas, o original terá sido devolvido a Fulcanelli e destruído pelo mesmo, sendo que o mundo não estaria preparado para tal publicação.